# Don (oslovení)
Don (španělsky a italsky), respektive Dom (portugalsky), je zdvořilostní oslovení, pocházející z latinského „dominus“ (pán). Obdobou v ženském rodě je výraz Doña (španělsky), Donna (italsky) a Dona (portugalsky) (z latinského „domina“ – paní).

## Použití ve španělsky mluvících zemích
Ve španělsky mluvících zemích jsou titulem „Don“ či „Doña“ oslovováni především příslušníci a zejména hlavy šlechtických rodin.
Ve Španělsku samotném je toto oslovení obvykle spojeno se šlechtickými tituly (například hidalgo), přičemž bývá používáno jméno a před něj bývá připojeno oslovení „Don/Doña“. I současný král bývá oslovován jako Don Juan Carlos I. Princ Don Carlos byl námětem několika literárních a hudebních děl.
Toto oslovení je rozšířeno také v Latinské Americe, kde jsou tímto titulem oslovováni i rodiče a prarodiče jakožto hlavy domácnosti, přičemž obzvláště časté je použití tohoto oslovení u žen. Toto oslovení používají také zaměstnanci a hosté rodiny.

## Použití v portugalsky mluvících zemích
V Portugalsku je oslovení „Dom“ rozšířeno méně. Ženská forma „Dona“ je podobně jako ve španělsky mluvících zemích používána poněkud častěji, zejména při oslovování starších žen. Samotné oslovení „Dom“ bývá používáno pro církevní hodnostáře jako biskupy či opaty.
I v Brazílii je používáno oslovení „Dom“. Brazilský arcibiskup Dom Hélder Câmara byl tak také oslovován tímto titulem.
V portugalském Timoru byl oslovením pro místní panovníky.

## Použití v Itálii
V Itálii je oslovení „Don“ používáno pro duchovenstvo (i pro běžné kněze) a pro bývalé šlechtice. I v zahraničí si získaly pozornost romány Giovannina Guareschiho o fiktivním knězi jménem Don Camillo.

## Použití ve francouzsky mluvících zemích
Ve frankofonních zemích je tento titul užíván pro členy starých mnišských řádů (benediktini, cisterciáci, kartuziáni). Tak byl třeba nazýván benediktinský mnich Pierre Pérignon, žijící v 17. a 18. století, Dom Pérignon.